# سوسة القمح
سوسة القمح أو سوسة الحنطة أو سوسة المخزن (الاسم العلمي:Sitophilus granarius) هي نوع من الحشرات يتبع جنس سوسة الحبوب من الفصيلة السوسية الحقيقية.